# Pisseloup
Pisseloup ist eine französische Gemeinde mit 61 Einwohnern (Stand 1. Januar 2022) im Département Haute-Marne in der Region Grand Est (bis 2015 Champagne-Ardenne). Sie gehört zum Arrondissement Langres und zum Gemeindeverband Communauté de communes des Savoir-Faire.

## Geografie
Die Gemeinde Pisseloup liegt auf einer Höhe von 233 m über dem Meeresspiegel, 33 Kilometer östlich von Langres und etwa 42 Kilometer nordwestlich der Stadt Vesoul (Luftlinie). Das Dorf erstreckt sich im äußersten Südwesten des Départements, am nördlichen Talrand der Mance, am Fuß des Essarts in den östlichen Ausläufern des Plateaus von Langres.
Die Fläche des 3,19 km² großen Gemeindegebiets umfasst einen Abschnitt des Plateaus von Langres nordwestlich des oberen Saônetals. Die südliche Gemeindegrenze verläuft nahe der Mance, die hier durch eine rund 1,5 Kilometer breite Alluvialniederung nach Osten fließt. Unmittelbar südlich der Mance verläuft die Grenze zum Département Haute-Saône. Die Talaue liegt durchschnittlich auf 225 m und wird überwiegend landwirtschaftlich genutzt. Vom Flusslauf erstreckt sich das Gemeindeareal nordwärts über die Talaue und einen rund 100 m hohen Steilhang bis auf das angrenzende Hochplateau, das eine mittlere Höhe von 320 m erreicht. Nordöstlich, oberhalb von Pisseloup befindet sich das Plateau von Les Essarts (343 m). Das Areal reicht weiter nordwärts bis zum Forst Bois de Pisseloup. Mit 361 m wird auf dieser Hochfläche die höchste Erhebung von Pisseloup erreicht. In geologisch-tektonischer Hinsicht besteht das Gelände aus einer Wechsellagerung von sandig-mergeligen und kalkigen Sedimenten, die zur Hauptsache während der Lias (Unterjura) abgelagert wurden.
Nachbargemeinden von Pisseloup sind Voisey im Norden, Betoncourt-sur-Mance im Osten, Vitrey-sur-Mance im Süden sowie Velles im Westen.

## Geschichte
Das Dorf Pisseloup hatte zunächst keine Kirche und war Teil des ehemaligen Ortes Chaumondel am Südwesthang des Berges Les Essards. Die Einwohner verließen Chaumondel nach und nach und siedelten sich talwärts in Pisseloup an. 1701 wurde beschlossen, in Pisseloup eine Kirche zu errichten, als Filiale der Kirche in Laferté.
Zwischen 1972 und 1984 war Pisseloup zusammen mit dem Nachbarort Velles ein Teil der Gemeinde Laferté-sur-Amance.

## Bevölkerung
Mit 61 Einwohnern (1. Januar 2022) gehört Pisseloup zu den kleinsten Gemeinden des Départements Haute-Marne. Während des gesamten 20. Jahrhunderts nahm die Einwohnerzahl allmählich ab (1806 wurde mit 286 Bewohnern die bisher höchste Einwohnerzahl ermittelt). Die Zahlen basieren auf den Daten von cassini.ehess und INSEE
| Jahr                       | 1962 | 1968 | 1975 | 1982 | 1990 | 1999 | 2010 | 2021 |
| -------------------------- | ---- | ---- | ---- | ---- | ---- | ---- | ---- | ---- |
| Einwohner                  | 109  | 81   | 81   | 72   | 66   | 54   | 44   | 60   |
| Quellen: Cassini und INSEE |      |      |      |      |      |      |      |      |

## Sehenswürdigkeiten
Der Kirche Saint-Ferréol-et-Saint-Ferjeux in Pisseloup wurde 1773 ein Kirchenschiff und ein Glockenturm hinzugefügt, der 1879 durch den heute noch existierenden Turm ersetzt wurde.
Sehenswert sind auch ein Calvaire im Dorf und ein Flurkreuz in der Gemarkung Chaumondel.
Das Herrenhaus in Pisseloup (Château de Pisseloup) entstand im 17. Jahrhundert. Der dazugehörige Taubenschlag wurde 1879 in Form eines Wachturmes gebaut. Das Dach des Taubenturmes ist mit Schiefer gedeckt und wird gekrönt von einer Zinkkugel. Ein häufig gesehener Besucher des Herrenhauses war Charles de Gaulle.

## Wirtschaft und Infrastruktur
Die Gemeinde Pisseloup ist noch heute ein vorwiegend durch die Landwirtschaft (Ackerbau, Rinderzucht) geprägtes Dorf. Außerhalb des primären Sektors gibt es nur wenige Arbeitsplätze im Ort. Einige Erwerbstätige sind deshalb Wegpendler, die in den größeren Ortschaften der Umgebung ihrer Arbeit nachgehen.
Pisseloup liegt abseits der größeren Durchgangsachsen an einer Departementsstraße, die von Blondefontaine nach Anrosey führt. Eine weitere Straßenverbindung besteht mit Vernois-sur-Mance. In Val-de-Meuse, 25 Kilometer nordwestlich von Pisseloup, besteht ein Anschluss an die Autoroute A 31.

## Belege
1. ↑  Abriss auf www2.cr-champagne-ardenne.fr (französisch)
2. ↑  Gemeindezugehörigkeit auf cassini.ehess.fr
3. ↑  Pisseloup auf cassini.ehess.fr
4. ↑  Pisseloup auf insee.fr
5. ↑  Kirche Saint-Ferréol-et-Saint-Ferjeux auf www2.cr-champagne-ardenne.fr (französisch)
6. ↑  Château de Pisseloup auf tourisme-langres.com (französisch, mit Foto)
7. ↑  Landwirtschaftsbetriebe auf annuaire-mairie.fr (französisch)